# Patience Jonathan
Patience Faka Jonathan (nascida em 25 de outubro de 1957) é uma ex-Primeira-Dama da Nigéria e a esposa do ex-Presidente da Nigéria, Goodluck Jonathan. Ela tem servido como secretária permanente no seu estado natal, Bayelsa.

## Educação
Nascida em Port Harcourt, ela obteve a sua certificação escolar em 1976 e passou no 
Exame do Certificado de Escola da África Ocidental (WASCE, em inglês) em 1980. Em 1989, ela obteve o Certificado Nacional de Educação (NCE, em inglês) em Matemática e Biologia da Faculdade de Artes e Ciências do estado de Rivers, em Port Harcourt. Ela, então, passou para a Universidade de Port Harcourt e estudou para um bacharelado de Educação em Biologia e Psicologia. Ela recebeu um doutorado honorário da Universidade de Port Harcourt

## Carreira
Jonathan começou sua carreira como professora no Colégio Stella Maris em Port Harcourt e Instituto do Esporte Isake. Ela então mudou para o setor bancário em 1997, atuou como Gerente de Marketing do banco comunitário  Imiete. Depois que ela criou o primeiro banco comunitário, em Port Harcourt, chamado Akpo Banco Comunitário. Ela voltou para a sala de aula de novo brevemente como um professor. Eventualmente, ela foi transferida para o Estado de Bayelsa Ministério da Educação, onde atuou até 29 de Maio de 1999, quando seu marido tornou-se o Vice-Governador do estado. Em 12 de julho de 2012, foi nomeado secretário permanente no estado de Bayelsa pelo Governador, Henry Seriake Dickson, O compromisso foi sem igual, tendo em vista que ela tinha sido afastado do serviço público por mais de 13 anos, desde que seu marido tornou-se vice-governador, em 1999, destacando havia nenhum mérito ou provas de qualquer desempenho recente para justificar uma promoção para o pico do serviço civil. Alega-se que o Governador, Henry Seriake Dickson foi patrocinado para o seu governo a posição do marido.

## Trabalho filantrópico
Patience Faka Jonathan tem sido reconhecida a nível local, nacional e internacional por seu trabalho filantrópico e o pragmatismo político. Ela recebeu o Prêmio Humanitário "Além das Lágrimas" da cidade de Nova York em 2008 por seu papel na luta global contra o HIV/AIDS; o Embaixadora Africana da Boa Vontade (Los Angeles, EUA, 2008) e foi a ganhadora do Prêmio "Vento da Mudança" Organização de Mulheres do Sul.
Quando Goodluck Jonathan serviu como Governador, entre 2005 e 2007, Patience Jonathan serviu ao Estado a capacidade da primeira-dama do Estado de Bayelsa. Durante este período, ela fundou muitos programas filantrópicos e de empoderamento feminino, entre eles o A-Aruere Reachout Foundation (AARF), que ela montou para melhorar o status e a capacidade de ganho das mulheres e adolescentes nigerianas. A fundação já tem o seu foco no apoio e assistência à crianças com problemas cardíacos.

## Outros

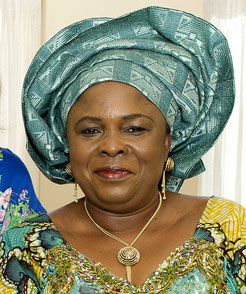
Jonathan em 2012.

Foi anunciado em 4 de setembro de 2012, que ela foi hospitalizada na Alemanha depois de um severo surto de intoxicação alimentar que durou dias. Patience se sentiu doente cerca de 10 dias antes, em seguida a sua participação como hosting num encontro de primeiras-damas de toda a África. Patience foi dispensada do Horst Schmidt Klinik em Wiesbaden em 2 de outubro de 2012. Quando a mídia nacional noticiou o seu desaparecimento não usual da vista do público, a abordagem de seu escritório foi inicialmente desviar a atenção por negar que ela foi à Alemanha para utilizar a alta qualidade de prestação de cuidados de saúde do país. O seu porta-voz, Ayo Osinlu, divulgou um comunicado afirmando que ela só tinha ido para a Alemanha "tirar um tempo de folga para descansar" e não para fins médicos. Isso foi para evitar destacar que a família presidencial estavam evitando usar o sistema de saúde de baixa qualidade fornecido para os cidadãos nigerianos e preferiam provisões de maior qualidade no exterior para si com contribuições caras quando necessário.
Patience Jonathan estava envolvida em polêmica durante a crise onde mais de 230 garotas de Chibok foram raptadas pelo Boko Haram no nordeste da Nigéria. Depois de uma reunião, ela se reuniu em maio de 2014 com representantes da comunidade Chibok, cujas filhas haviam sido sequestradas, houve relatos de que uma das líderes - Naomi Mutah - tinha sido detida pela polícia. Foi alegado que a Sra Jonathan havia supostamente se sentido menosprezada ao que as mães das meninas raptadas tinha enviado a Sra Mutah para a reunião. Imediatamente após a reunião, Ms Mutah foi levada para uma delegacia de polícia e detida. Pogo Bitrus, outro líder comunitário de Chibok, descreveu a detenção como 'lamentável' e 'insensível', e disse que esperava que Jonathan iria em breve "perceber o seu erro". Jonathan não tinha poder constitucional para ordenar prisões. A BBC News informou que outra líder comunitária, Saratu Angus Ndirpaya, dizia que a Sra Jonathan acusou os ativistas de fabricação de sequestros para dar ao governo um nome ruim. A BBC relatou que ela também disse que a Primeira-Dama acusou-as de apoiar o Boko Haram.